# 182 Elsa
Elsa (asteroide 182) é um asteroide da cintura principal com um diâmetro de 43,68 quilómetros, a 1,97047629 UA. Possui uma excentricidade de 0,18506679 e um período orbital de 1 373,29 dias (3,76 anos). Elsa tem uma velocidade orbital média de 19,15438211 km/s e uma inclinação de 2,00289051º.
Este asteroide foi descoberto em 7 de Fevereiro de 1878 por Johann Palisa.